# Ценцкевич, Витольд

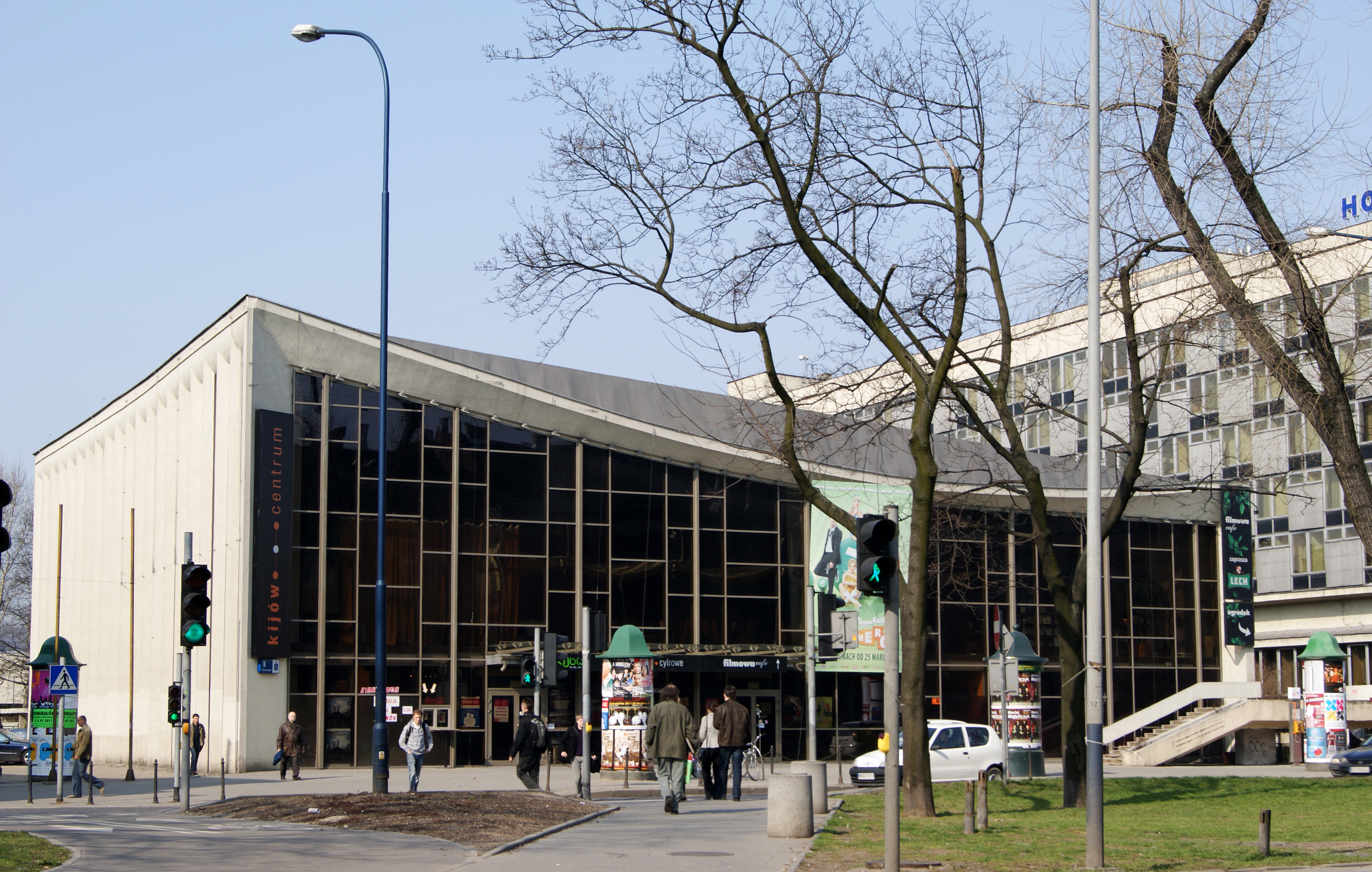
Кинотеатр «Киев» в Кракове

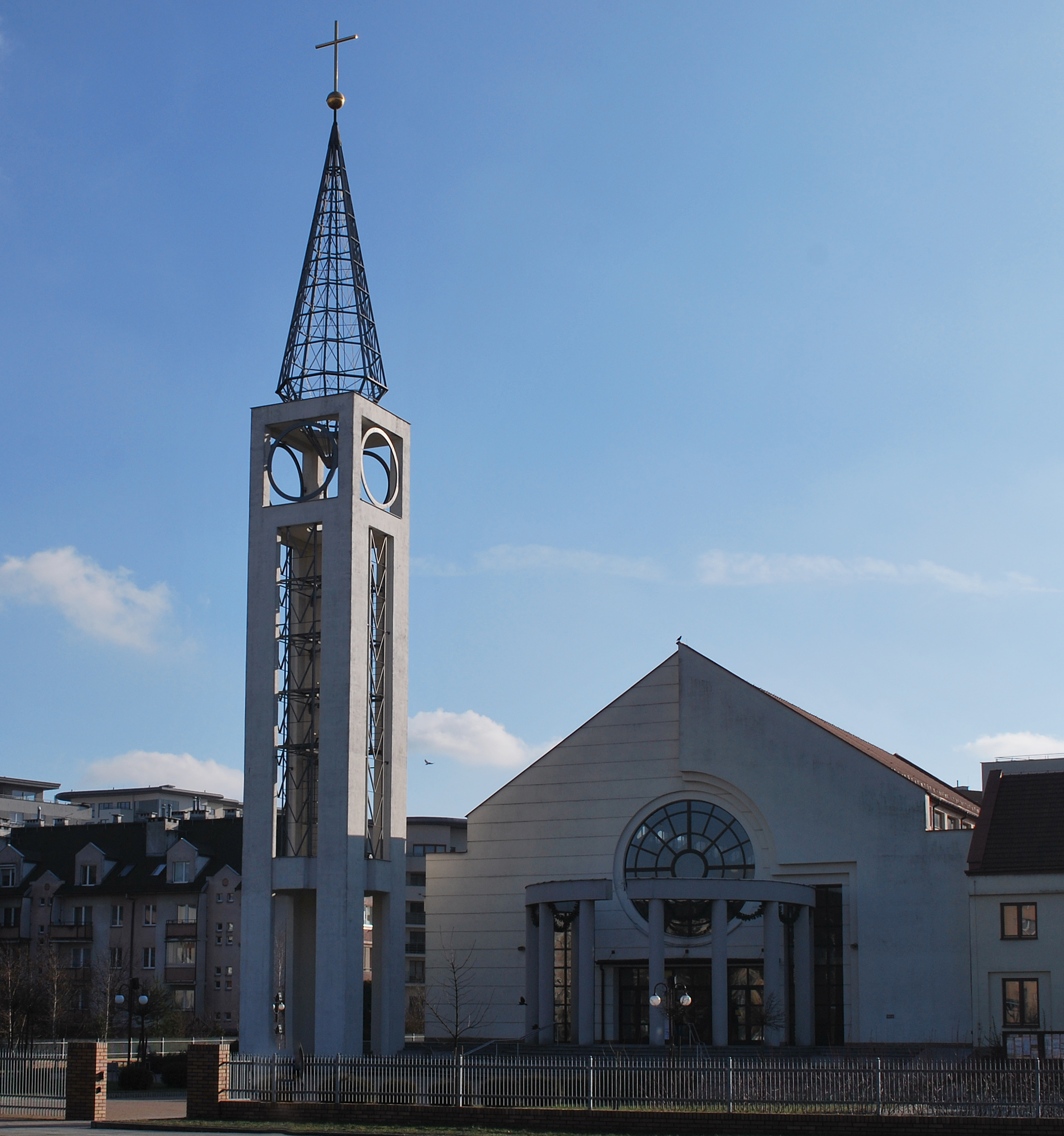
Церковь Сошествия Святого Духа в Кракове

Ви́тольд Ценцке́вич (пол. Witold Cęckiewicz; 24 апреля 1924, Нове-Бжеско, Малопольское воеводство — 18 февраля 2023) — польский архитектор, член Польской академии наук и Польской академии знаний.

## Биография
С 1955 по 1960 год Витольд Ценцкевич работал главным архитектором Кракова. C 1970 года был профессором Краковского политехнического института.
В 1983 году Витольд Ценцкевич был принят в члены Польской академии наук и в 1989 году — в члены Польской академии знаний.
18 октября 1995 года был удостоен звания доктора honoris causa Краковского политехнического института.
Умер 18 февраля 2023 года.

## Главные работы
- Церковь Пресвятой Девы Марии Ченстоховской в городе Родаки;
- Церковь святого Брата Альберта в Кракове;
- Церковь Сошествия Святого Духа в Кракове;
- Санктуарий Божьего Милосердия;
- Церковь Божьего Милосердия в Кракове;
- Гостиница «Краковия»;
- Кинотеатр «Киев» в Кракове;
- Памятник Победы в Грюнвальдской битве;
- Памятник Иоанну Павлу II в краковском районе Лагевники;
- Памятник жертвам фашизма.

## Награды
- Партизанский крест (дважды) в 1944 году за участие в акциях Армии крайовой;
- Офицерский крест Ордена Возрождения Польши в 1961 году;
- Командорский крест Ордена Возрождения Польши в 1974 году;
- Медаль Комиссии Народного Просвещения в 1989 году;
- Орден Святого Григория Великого в 1999 году;
- Командорский крест со Звездой Ордена Возрождения Польши в 2001 году.
- Крест с мечами Ордена Креста Независимости[пол.] в 2014 году[2].